# Pain au levain

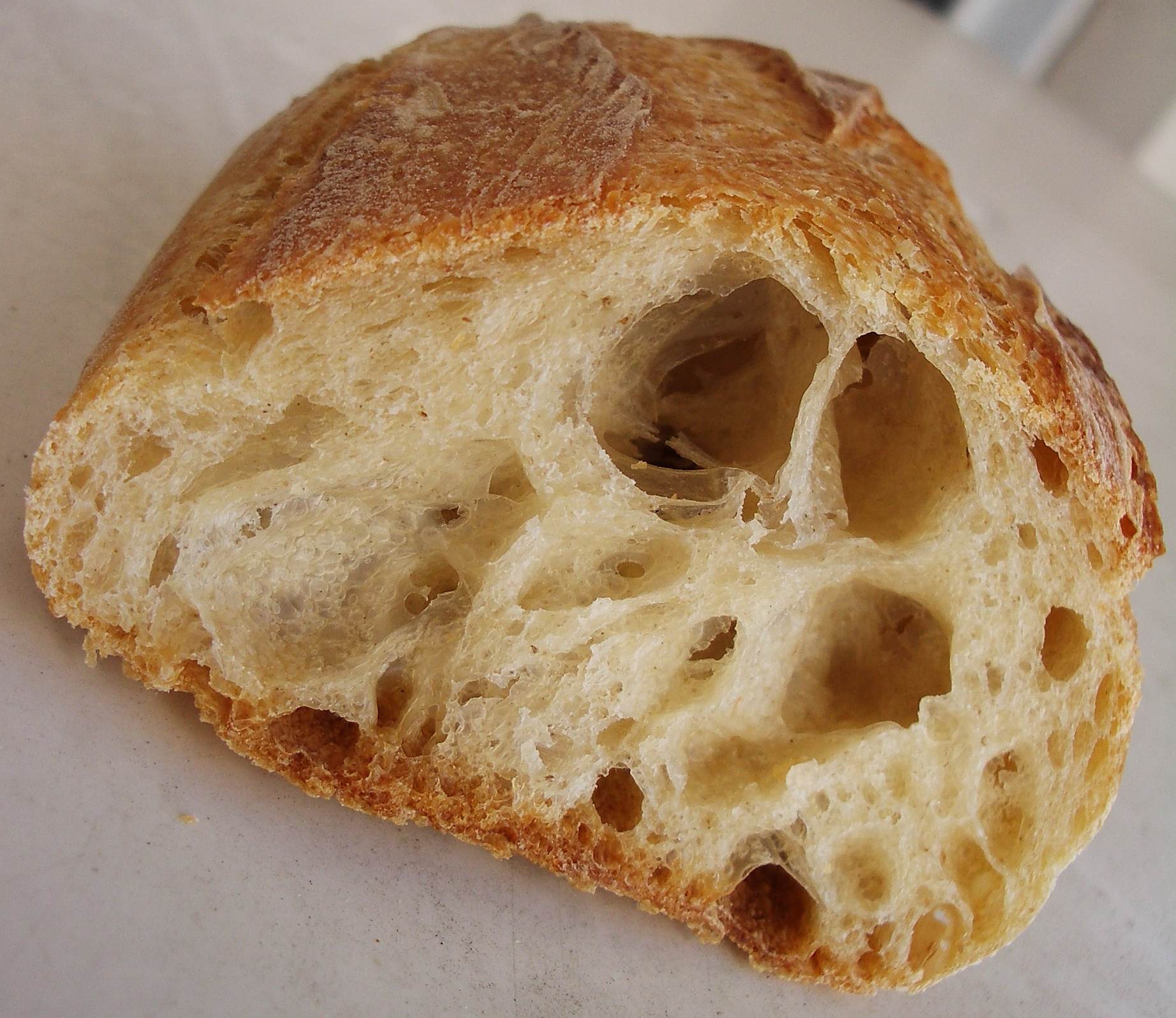
Pain au levain.

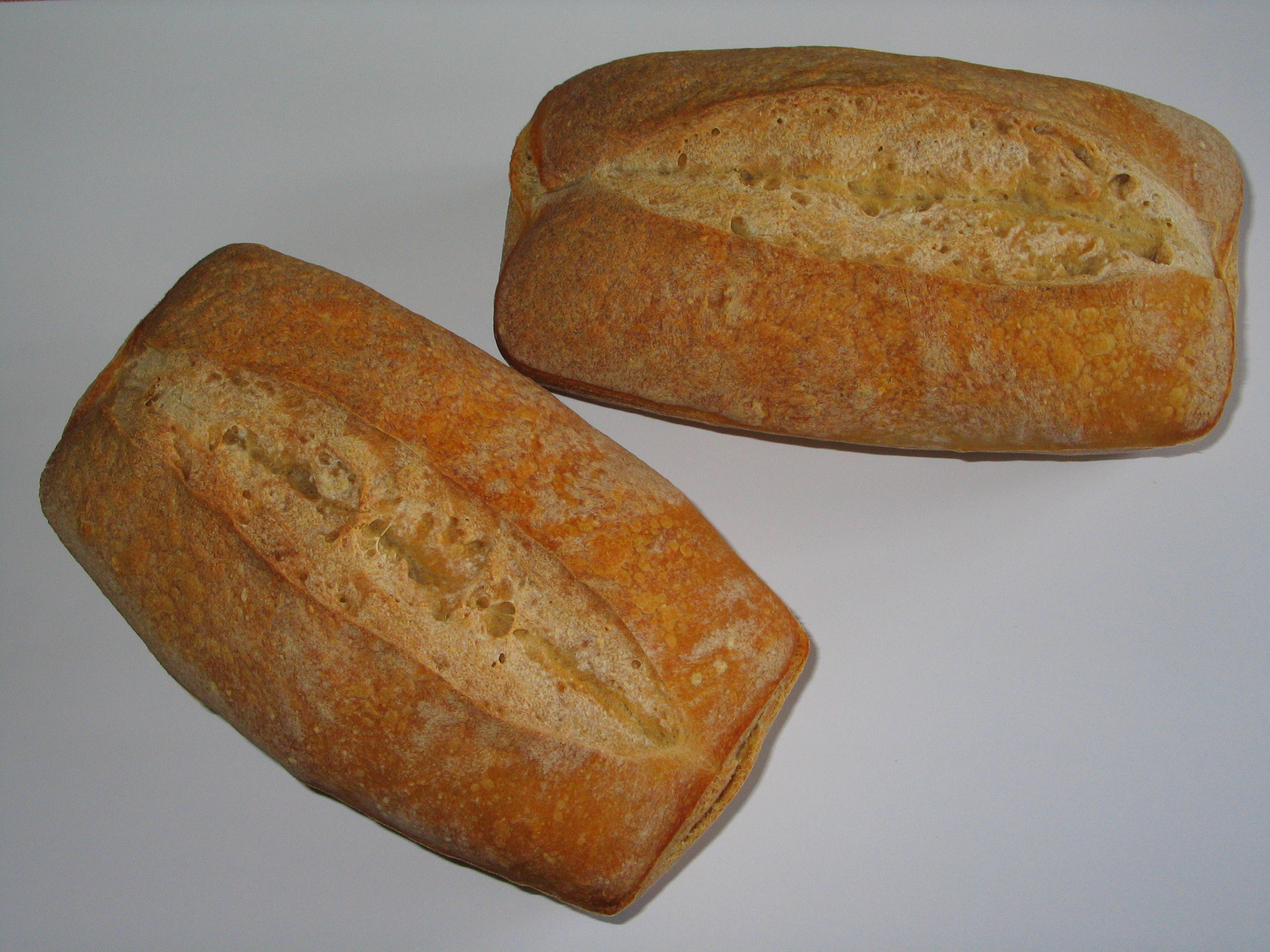
Pains au levain.

Le pain au levain est un pain fait à base de levain, c'est-à-dire d'un mélange d'eau et de farine où se développe une culture de levure et de bactérie lactique. La farine est fermentée par cette culture. Cette fermentation, en dégageant du dioxyde de carbone, permet à la pâte de lever. L'utilisation de levain est la plus ancienne technique connue pour obtenir du pain levé, et elle est restée la seule jusqu'au XVIIe siècle.
Le goût du pain au levain se différencie du pain levé à la levure de boulanger. En effet, il est légèrement acidulé, avec des arômes complexes et subtils en raison des acides lactiques et acétiques que dégagent les bactéries lactiques du levain.

## En France
Le pain au levain, défini dans le décret 93-1074 du 13 septembre 1993 est préparé à partir de levain qui fermente naturellement grâce aux ferments sauvages présents dans la farine et dans l’air, ce qui lui donne une texture compacte et un léger goût acide. L'addition de levure boulangère est autorisée jusqu'à la dose maximale de 0,2 % par rapport au poids de farine (soit 10 à 20 % du poids total des ferments).

## Europe
En Europe du Nord, où le pain 100 % seigle est populaire, le pain est généralement levé au levain plutôt qu'à la levure de boulanger, car le seigle ne contient pas suffisamment de gluten pour permettre la levée. La structure du pain de seigle repose sur l'amidon de la farine et d'autres glucides appelés pentosanes . Cependant, l'amylase de seigle reste active à des températures plus élevées que l'amylase de blé, ce qui peut fragiliser la structure du pain car les amidons se décomposent pendant la cuisson. Le pH abaissé d'un levain désactive les amylases, ce qui permet aux glucides de gélifier et de se fixer correctement dans la structure du pain. 
En Europe du Sud, le levain reste une méthode traditionnelle pour certains pains comme le panettone . Cependant, au XXe siècle, il est devenu moins courant, remplacé par la levure de boulanger, à action plus rapide. Parfois, cette levure est complétée par des fermentations plus longues pour favoriser l'activité bactérienne, ce qui ajoute de la saveur. Dans les années 2010, la fermentation au levain a retrouvé sa popularité comme méthode majeure de production de pain, souvent utilisée en complément de la levure de boulanger comme agent levant.